# Благовещение (Симоне Мартини)
Вижте пояснителната страница за други значения на Благовещение.
Благовещение е триптих от 1333 г. на италианския художник Симоне Мартини, който е най-известното му произведение. В рисуването на златния фон участва и Липо Меми. Произведението е създадено в стил Международна готика за олтара на Свети Ансаний в Сиенската катедрала, откъдето е преместено в края на 16 век. Намира се в галерия „Уфици“, Флоренция, от 1799 г.

## Описание
Олтарният триптих се състои от голяма централна картина с Благовещение, двете странични отделения със Сант Ансано (вляво) и светица, обикновено идентифицирана със Санта Юлита (вдясно) и четири тондо с пророците: Йеремия, Езекиил, Исая и Даниил.
Библейската история разказва за внезапната поява на архангел Гавраил в дома на Дева Мария в Назарет, за да ѝ възвести тайната на Въплъщението на Исус Христос. През Средновековието Благовещението се смята за начало на християнското време.
Свещеният епизод показва момента, в който архангел Гавраил изненадващо се появява в къщата на Мария, за да обяви бъдещото ѝ майчинство. Той протяга с едната си ръка маслинова клонка (символ на мира, но и на Сиена), а с другата сочи гълъба на Светия Дух, слизащ от небето в обкръжението от осем ангела. Богородица, седнала на трон, прекъсва четенето при внезапното ангелско явяване и се отдръпва уплашена, обръщайки смирен и скромен поглед към небесния пратеник. Отстрани са изобразени двама покровители на църквата, които са напълно чужди на централната сцена, формално разделени от две орнаментални спираловидни колони. В долният край, изцяло позлатен, стои изключително реалистична ваза с лилии.
Централната сцена показва отляво ангела, който току-що каца, с наметалото, което все още се вее. Крилата са много фина текстура на златните пера, все още разперени. Мадоната, седнала на трон с неясна пространственост е изненадана, докато чете (книгата е и напомняне за изпълнението на пророчествата на Свещеното писание) и инстинктивно прави жест неохотно, затваряйки наметалото си с ръка, по средата между целомъдрие и надменно нежелание. Изражението ѝ, с тясна малка уста и тънки очи, е с изключителна аристократична грация, но и малко надменно. Роклята е съставена от ритмични дипли, които подчертават финеса на тялото и, превръщайки го в чиста декоративна линия: краката всъщност са абстрактни, едва показани от ръба на роклята. Героите имат една и съща физиономия, поради използването на модели за получаване на формата на фигурите, без никакъв стремеж към индивидуално представяне.
Златните букви на думите на ангела излизат от устата му – „Радвай се Благодатна! Бог е с теб!“ (Ave gratia plena dominus tecum). Обстановката е завършена от пъстър мраморен под (пространствено несъвместим с този на страничните панели), върху който в центъра има златна ваза с няколко лилии, известни като „мариино цвете“, символ на чистотата. Отгоре е гълъбът на Светия Дух, заобиколен от херувими.
Фонът от ослепително злато придава на сцената абстрактен, но изключително духовен вид. Всичко е подчертано още повече от позлатяването на дрехите и други детайли, според някои техники, които Симоне може би измисля именно за тази творба: по същество става въпрос за рисуване върху златния лист, както чрез разпръскване на цвета калиграфски, така и с глазури за оставяне на основното злато в полезрението и след това надраскване на цвета, за да се създадат мотиви като дамаска (както в дрехата на ангела). 
Образите са фини, но я няма още триизмерността, която постигат художниците през Ренесанса, нито реализма и човешките черти на лицата на персонажите.
Отстрани са изобразени двама светии. Вляво е св. Ансаний, на когото е посветен този олтар, а вдясно според надписа е света Юлита.
- детайли
- архангелът
- детайл от дрехата на архангела
- Девата
- книгата

## Стил на централната картина
От формална гледна точка картината изглежда разделена на три нива: златен фон, който предполага неопределеност на пространството; средно ниво на вазата с лилии и Светия Дух горе и преден план на двата персонажа, отделен от останалите с изключителната острота на очертанията. Цялото представяне също е пропито с изключителен динамизъм: архангелът току-що е докоснал земята, за което свидетелства преобладаването на вертикалните линии, предизвикани от все още разперените крила и от развяването на мантията, все още непаднала от силата на гравитацията.
Мадоната, от друга страна, е изобразена със силно усукване на стройната ѝ фигура, подчертано от позицията на ръцете и наклона на главата, за разлика от твърдата геометрия на трона, на който тя седи. С тези елементи Симоне Мартини успява да изгради нова и различна реалност, чрез разпределение на фигурите и в баланса на празно и пълно пространство.
Благодарение на невероятната изразителност на линията, ангелът запазва формата си въпреки нематериалността на тялото си, почти прозрачен, чрез наслагване златото на дрехите си със златото на фона, създавайки необикновени ефекти, потапяйки по този начин наблюдателя в екстаз на светлина и богатство, много изтънчено, което никога не граничи с разкош. Отсреща е фигурата на Богородица, напълно земна, подчертана от яснотата и простотата на дрехите, които са подчертано тъмни.
Важно е да се подчертае как художникът иска да предложи точна пространственост на сцената, отдалечавайки се от моделите на византийската размерност и вмъквайки перспективни детайли като мраморен под, драперия, лица, ваза с лилии, маслинени клони, трона отстрани и книгата, характеризираща се с голям реализъм. За отбелязване са и изисканата златна дантела на дрехата на Мария, която допринася за придаването на царствена нотка на фигурата ѝ, иначе прекалено мрачна пред лицето на ангелското великолепие.